# Hay que casar a Ernesto
Hay que casar a Ernesto es una película de Argentina en blanco y negro dirigida por Orestes Caviglia según guion de Eduardo Pappo sobre la obra Casada pronto verte quiero que se estrenó el 20 de agosto de 1941 y que tuvo como protagonistas a Mario Fortuna, Niní Gambier, Antonio Gianelli y Tito Lusiardo.

## Reparto
- Manuel Alcón
- Bernabé Ferreyra
- Héctor Calcaño
- Víctor Eiras
- Mario Fortuna
- Niní Gambier
- Antonio Gianelli
- Tito Lusiardo
- Iris Martorell
- Sara Olmos
- Francisco Plastino
- María Santos
- Oscar Soldati